# Тархнішвілі Важа Едуардович
Важа Едуардович (Едвардович) Тархнішвілі (груз. ვაჟა ედუარდის ძე თარხნიშვილი; нар. 25 серпня 1971, Горі, Грузинська РСР) — грузинський футболіст, захисник, багаторічний капітан та легенда тираспольського клубу «Шерифа», нині обіймає посаду генерального директора команди.

## Клубна кар'єра
Футбольну кар'єру розпочав 1990 року виступами за клуб «Арагві» із міста Душеті. За команду Важа так і не зіграв жодного матчу, цього ж року перейшов до «Картлі», де відзначився одним голом та відіграв 14 матчів. З 1991 року зіграв сім сезонів за команду «Діла» рідного міста Горі. З 1998 по 1999 рік виступав за грузинський футбольний клуб «Локомотив» (Тбілісі). На початку 1999 року приїхав до тираспольського клубу «Шериф», в якому йому довірили капітанську пов'язку. Вже у травні був завойований перший Кубок Молдови, і розпочалася низка перемог у національних турнірах, а також завоювання двох Кубків Співдружності. З ім'ям цього футболіста пов'язані абсолютно всі здобутки «Шерифа»: їхні нагородні списки були ідентичними, станом на 2012 рік. Важа Тархнішвілі став справжнім символом команди та найтитулованішим футболістом молдовського чемпіонату. 2011 року провів 500-й матч у всіх турнірах за «Шериф».

## Кар'єра в збірній
Провів два матчі за національну збірну Грузії.

## Кар'єра функціонера
У 2012 році закінчив кар'єру футболіста та зайняв посаду спортивного директора футбольного клубу «Шериф». У грудні 2014 року призначений генеральним директором придністровської команди.

## Досягнення

### Командні
- Молдовська Суперліга
  -  Чемпіон (11): 2001, 2002, 2003, 2004, 2005, 2006, 2007, 2008, 2009, 2010, 2012

- Кубок Молдови
  -  Володар (7): 1999, 2001, 2002, 2006, 2008, 2009, 2010

- Суперкубок Молдови
  -  Володар (4): 2003, 2004, 2005, 2007

- Кубок Співдружності
  -  Володар (2): 2003, 2009

### Особисті
- Найкращий захисник чемпіонату Молдови (5): 2002, 2006, 2007, 2009, 2011

### Державні нагороди
- Орден «За Заслуги» II ступеня

## Цікаві факти

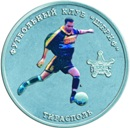
Монета із серії «Спорт Придністров'я»

- У 2012 році капітана тираспольського «Шерифа» на офіційному сайті УЄФА назвали одним із головних довгожителів сучасного футболу[11].
- За рішенням керівництва футбольного клубу «Шериф» 5 ігровий номер, під яким 14 років у тираспольському клубі виступав Важа, вилучений з використання та назавжди закріплений за спортсменом.
- У 2003 році так званим «Придністровським Республіканським Банком» було введено в обіг пам'ятну монету із серії «Спорт Придністров'я» — Футбольний клуб «Шериф», випуск якої приурочили до перемоги команди в Кубку чемпіонів Співдружності. Монета виготовлена зі срібла 925 проби, випущена тиражем 500 штук. По центру реверсу монети у формі «Шерифа» зображено капітана команди того часу Важа Тархнішвілі, який завдає удару по м'ячу, правіше зображено емблему клубу[12].